# Football Club Pro Vercelli 1892 2023-2024
Questa voce raccoglie le informazioni riguardanti l'FC Pro Vercelli 1892 nelle competizioni ufficiali della stagione 2023-2024.

## Divise e sponsor
Per la stagione 2023-24 lo sponsor tecnico è Zeus Sport; per la prima e seconda maglia gli sponsor sono Rubinetterie Condor e ISCC Fintech, mentre per la terza maglia lo sponsor è BeDisruptive.

## Organigramma societario
Dal sito ufficiale della società.
Area direttiva
- Paolo Pinciroli - Presidente
- Franco Smerieri - Presidente onorario
- Anita Angiolini - Vice presidente
- Francesco Celiento - Amministratore delegato

Management
- Alex Casella - Direttore sportivo
- Loris Bolzoni - Segretario generale
- Gianluca Pinciroli - Club manager
- Paolo Guidetti - Responsabile Area Tecnica

Ufficio Amministrativo, Marketing e Ufficio Stampa
- Franca Alberganti - Responsabile amministrativa
- Alessandro Piccica - Direttore Marketing
- Donato D'Elia - Sponsor Business Development
- Mirko Opezzo - International Business Development
- Mattia Serchione - Social Media Manager e Ufficio Stampa
- Marco Lussoso - Fotografo Ufficiale
- Irene Villarboito - Responsabile Vendita Merchandising

Area tecnica
- Andrea Dossena - Allenatore
- Samuele Olivi - Allenatore in seconda
- Mauro Franzetti - Responsabile area atletica
- Renzo Sottile - Preparatore dei portieri
- Mattia Rolfo - Team manager
- Mario Enrico Braco - Match analyst
- Paolo Guidetti - Responsabile area tecnica
- Emanuele Dogliani - Collaboratore tecnico
- Edoardo Cardelli - Preparatore Atletico

Area sanitaria
- Claudia Fin - Responsabile sanitaria
- Giuseppe Sulpizio - Medico sociale
- Giovanni Brugo - Medico Oertopedico
- Carlo Covellone - Fisioterapista
- Lorenzo Lucanera - Osteopata

## Rosa
| N. |                    | Ruolo | Calciatore          |
| -- | ------------------ | ----- | ------------------- |
| 1  | Italia (bandiera)  | P     | Alex Valentini      |
| 1  | Italia (bandiera)  | P     | Davide Mastrantonio |
| 3  | Italia (bandiera)  | D     | Francesco Rodio     |
| 4  | Italia (bandiera)  | C     | Simone Emmanuello   |
| 5  | Italia (bandiera)  | D     | Alessandro Carosso  |
| 6  | Italia (bandiera)  | D     | Agostino Camigliano |
| 7  | Italia (bandiera)  | A     | Mattia Mustacchio   |
| 8  | Italia (bandiera)  | C     | Ilario Iotti        |
| 9  | Italia (bandiera)  | A     | Alessio Nepi        |
| 10 | Italia (bandiera)  | A     | Gianmario Comi      |
| 11 | Italia (bandiera)  | A     | Simone Condello     |
| 12 | Italia (bandiera)  | P     | Matteo Rizzo        |
| 13 | Italia (bandiera)  | D     | Joshua Da Pra       |
| 14 | Italia (bandiera)  | C     | Salvatore Santoro   |
| 15 | Italia (bandiera)  | C     | Alessandro Spavone  |
| 16 | Marocco (bandiera) | C     | Hamza Haoudi        |
| 17 | Italia (bandiera)  | C     | Francesco Contaldo  |
| 18 | Italia (bandiera)  | A     | Filippo Gheza       |

| N. |                    | Ruolo | Calciatore            |
| -- | ------------------ | ----- | --------------------- |
| 19 | Italia (bandiera)  | D     | Filippo Fiumanò       |
| 20 | Italia (bandiera)  | C     | Alessandro Louati     |
| 21 | Italia (bandiera)  | C     | Mattia Rutigliano     |
| 22 | Italia (bandiera)  | P     | Jacopo Sassi          |
| 24 | Italia (bandiera)  | A     | Raffaele Sibilio      |
| 27 | Italia (bandiera)  | A     | Matteo Maggio         |
| 28 | Italia (bandiera)  | C     | Ousmane Niang         |
| 29 | Italia (bandiera)  | D     | Roberto Iezzi         |
| 30 | Italia (bandiera)  | C     | Massimo Forte         |
| 31 | Italia (bandiera)  | C     | Matteo Martiner       |
| 32 | Italia (bandiera)  | D     | Giulio Parodi         |
| 44 | Italia (bandiera)  | P     | Nicolò Vaccarezza     |
| 66 | Senegal (bandiera) | D     | Mohamed Seck          |
| 70 | Italia (bandiera)  | A     | Antonio Pesce         |
| 74 | Italia (bandiera)  | D     | Daniele Sarzi Puttini |
| 93 | Italia (bandiera)  | A     | Mirco Petrella        |
| 99 | Italia (bandiera)  | A     | Orazio Pannitteri     |

## Calciomercato

### Sessione estiva(dal 01/07 al 31/08)
| Acquisti | Acquisti              | Acquisti  | Acquisti   |
| R.       | Nome                  | da        | Modalità   |
| -------- | --------------------- | --------- | ---------- |
| P        | Jacopo Sassi          | Atalanta  | prestito   |
| D        | Filippo Fiumanò       | Juventus  | definitivo |
| D        | Agostino Camigliano   | Ancona    | prestito   |
| D        | Daniele Sarzi Puttini | Triestina | definitivo |
| C        | Ousmane Niang         | Fano      | definitivo |
| C        | Alessandro Spavone    | Napoli    | prestito   |
| C        | Massimo Forte         |           | definitivo |
| C        | Salvatore Santoro     | Pisa      | prestito   |
| C        | Hamza Haoudi          | Frosinone | prestito   |
| A        | Antonio Pesce         | Napoli    | prestito   |
| A        | Simone Condello       | Frosinone | definitivo |
| A        | Mirco Petrella        | Ancona    | definitivo |

| Cessioni | Cessioni             | Cessioni | Cessioni      |
| R.       | Nome                 | a        | Modalità      |
| -------- | -------------------- | -------- | ------------- |
| P        | Lorenzo Lancellotti  | Chisola  | prestito      |
| D        | Alessandro Macchioni | Ancona   | prestito      |
| D        | Gianluca Clemente    | Ancona   | definitivo    |
| C        | Simone Calvano       | Taranto  | prestito      |
| A        | Mohamed Guindo       |          | svincolato    |
| C        | Antonio Vergara      | Napoli   | fine prestito |
| C        | Coli Saco            | Napoli   | fine prestito |

## Risultati

### Serie C

#### Girone di andata
| Arbitro: | Cerbasi (Arezzo) |

|                                                    |           |             |
| Pisano 17’ (aut.) Maggio 32’ Nepi 48’ Petrella 84’ | Marcatori | 18’ Capelli |

| Arbitro: | Zoppi (Firenze) |

|                 |           |              |
| Baldassin 90+2’ | Marcatori | 60’ Condello |

| Arbitro: | Rinaldi (Bassano del Grappa) |

|                          |           |  |
| Redan 14’ El Azrak 90+4’ | Marcatori |  |

| Vercelli 20 settembre 2023, ore 18:30 CEST 4ª giornata | Pro Vercelli      | 0 – 0 referto | Pro Sesto | Silvio Piola (550 spett.)\| Arbitro: \| Burlando (Genova) \| |
| Arbitro:                                               | Burlando (Genova) |               |           |                                                              |

| Arbitro: | Ursini (Pescara) |

|                            |           |  |
| Bernasconi 4’ Di Serio 41’ | Marcatori |  |

| Arbitro: | Djurdjevic (Trieste) |

|                                       |           |             |
| Nepi 28’ Maggio 32’, 44’ Condello 35’ | Marcatori | 74’ Alberti |

| Arbitro: | Turrini (Firenze) |

|         |           |  |
| Nepi 2’ | Marcatori |  |

| Arbitro: | Gianquinto (Parma) |

|                       |           |                          |
| Fumagalli 5’ Fall 56’ | Marcatori | 45’, 58’, 77’ Mustacchio |

| Arbitro: | Gangi (Enna) |

|          |           |  |
| Comi 74’ | Marcatori |  |

| Arbitro: | Ramondino (Palermo) |

|            |           |  |
| Muroni 57’ | Marcatori |  |

| Arbitro: | Luongo (Napoli) |

|                           |           |              |
| Mustacchio 17’ Maggio 58’ | Marcatori | 29’ Stanzani |

| Arbitro: | Baratta (Rossano) |

|                   |           |                |
| Van Ransbeeck 51’ | Marcatori | 31’ Mustacchio |

| Arbitro: | Galipò (Firenze) |

|                                      |           |                                     |
| Rutigliano 22’ Mustacchio 45+1’, 57’ | Marcatori | 35’ D'Orazio 55’ Di Munno 62’ Corti |

| Arbitro: | Costanza (Agrigento) |

|                                         |           |                            |
| Varas 20’ Delli Carri 24’ Palombi 90+6’ | Marcatori | 34’ Sarzi Puttini 88’ Comi |

| Arbitro: | Castellone (Napoli) |

|                       |           |  |
| Haoudi 36’ Maggio 86’ | Marcatori |  |

| Arbitro: | Pacella (Roma) |

|  |           |            |
|  | Marcatori | 56’ Maggio |

| Arbitro: | Di Reda (Molfetta) |

|                      |           |  |
| Rodio 47’ Maggio 52’ | Marcatori |  |

| Arbitro: | Gangi (Enna) |

|                                    |           |          |
| Parigi 18’ Lakti 30’ Grandolfo 68’ | Marcatori | 21’ Nepi |

| Vercelli 22 dicembre 2023, ore 16:15 CET 19ª giornata | Pro Vercelli      | 0 – 0 referto | Virtus Verona | Silvio Piola (1.161 spett.)\| Arbitro: \| Giaquinto (Parma) \| |
| Arbitro:                                              | Giaquinto (Parma) |               |               |                                                                |

#### Girone di ritorno
| Arbitro: | Maccarini (Arezzo) |

|  |           |                                |
|  | Marcatori | Haoudi 15’ Nepi 40’ Maggio 56’ |

| Arbitro: | Gavini (Aprilia) |

|  |           |               |
|  | Marcatori | Baldassin 46’ |

| Arbitro: | Di Francesco (Ostia Lido) |

|            |           |                           |
| Haoudi 23’ | Marcatori | 14’ D'Urso 90+2’ El Azrak |

| Sesto San Giovanni 28 gennaio 2023ì4, ore 18:30 CET 23ª giornata | Pro Sesto          | 0 – 0 referto | Pro Vercelli | Ernesto Breda\| Arbitro: \| Scatena (Avezzano) \| |
| Arbitro:                                                         | Scatena (Avezzano) |               |              |                                                   |

| Arbitro: | Andreano (Prato) |

|           |           |          |
| Rojas 83’ | Marcatori | 58’ Diao |

| Arbitro: | Viapiana (Catanzaro) |

|                                 |           |                                           |
| Ceravolo 27’, 68’ Cremonesi 82’ | Marcatori | 36’ Rutigliano 78’ Santoro 80’ Mustacchio |

| Arbitro: | Cherchi (Carbonia) |

|                           |           |  |
| Sandon 22’ Pellegrini 24’ | Marcatori |  |

| Arbitro: | Di Loreto (Terni) |

|  |           |                                              |
|  | Marcatori | 50’ Minotti 58’ Mb. Fall 79’ (rig.) Ma. Fall |

| Arbitro: | Manzo (Torre Annunziata) |

|                                          |           |  |
| Mazzarani 63’ (rig.) Bariti 67’ Guiu 71’ | Marcatori |  |

| Arbitro: | Bordin (Bassano del Grappa) |

|               |           |              |
| Mustacchio 2’ | Marcatori | 31’ Brignani |

| Arbitro: | Iacobellis (Pisa) |

|                  |           |              |
| Castelli 3’, 48’ | Marcatori | 84’ Petrella |

| Arbitro: | Colaninno (Nola) |

|            |           |                                             |
| Maggio 68’ | Marcatori | 6’ Van Ransbeeck 65’ Svidercoschi 81’ Giani |

| Arbitro: | Calzavara (Varese) |

|                    |           |                      |
| Corti 4’ Boccia 7’ | Marcatori | 21’ Nepi 90+1’ Rojas |

| Arbitro: | Ancora (Roma) |

|                                  |           |  |
| Haoudi 65’ Mustacchio 69’ (rig.) | Marcatori |  |

| Arbitro: | Gigliotti (Cosenza) |

|           |           |                |
| Soler 68’ | Marcatori | 24’ Mustacchio |

| Arbitro: | Totaro (Lecce) |

|                                     |           |                  |
| Iotti 40’ Mustacchio 64’ Maggio 73’ | Marcatori | 18’ (aut.) Rodio |

| Arbitro: | Lovison (Padova) |

|              |           |  |
| Pasquato 80’ | Marcatori |  |

| Vercelli 21 aprile 2024, ore 14:30 CEST 37ª giornata | Pro Vercelli | – | Arzignano Valchiampo | Silvio Piola |

| Verona 28 marzo 2023, ore 14:30 CEST 38ª giornata | Virtus Verona | – | Pro Vercelli | Gavagnin-Nocini |

### Coppa Italia Serie C
| Arbitro: | Tona Mbei (Cuneo) |

|          |           |                                            |
| Gheza 8’ | Marcatori | 18’ Ntenda 42’, 54’, 67’ Mancini 47’ Nonge |

## Statistiche

### Statistiche di squadra
Statistiche aggiornate al 23 ottobre 2023.
| Competizione         | Punti | In casa | In casa | In casa | In casa | In casa | In casa | In trasferta | In trasferta | In trasferta | In trasferta | In trasferta | In trasferta | Totale | Totale | Totale | Totale | Totale | Totale | DR |
| Competizione         | Punti | G       | V       | N       | P       | Gf      | Gs      | G            | V            | N            | P            | Gf           | Gs           | G      | V      | N      | P      | Gf     | Gs     | DR |
| -------------------- | ----- | ------- | ------- | ------- | ------- | ------- | ------- | ------------ | ------------ | ------------ | ------------ | ------------ | ------------ | ------ | ------ | ------ | ------ | ------ | ------ | -- |
| Serie C              | 17    | 5       | 4       | 1       | 0       | 10      | 2       | 4            | 1            | 1            | 2            | 4            | 7            | 9      | 5      | 2      | 2      | 14     | 9      | 5  |
| Coppa Italia Serie C | -     | 1       | 0       | 0       | 1       | 1       | 5       | 0            | 0            | 0            | 0            | 0            | 0            | 1      | 0      | 0      | 1      | 1      | 5      | -4 |
| Totale               | -     | 6       | 4       | 1       | 1       | 11      | 7       | 4            | 1            | 1            | 2            | 4            | 7            | 10     | 5      | 2      | 3      | 15     | 14     | 1  |

### Andamento in campionato
| Giornata  | 1 | 2 | 3 | 4  | 5  | 6  | 7 | 8 | 9 | 10 | 11 | 12 | 13 | 14 | 15 | 16 | 17 | 18 | 19 | 20 | 21 | 22 | 23 | 24 | 25 | 26 | 27 | 28 | 29 | 30 | 31 | 32 | 33 | 34 | 35 | 36 | 37 | 38 |
| --------- | - | - | - | -- | -- | -- | - | - | - | -- | -- | -- | -- | -- | -- | -- | -- | -- | -- | -- | -- | -- | -- | -- | -- | -- | -- | -- | -- | -- | -- | -- | -- | -- | -- | -- | -- | -- |
| Luogo     | C | T | T | C  | T  | C  | C | T | C | T  | C  | T  | C  | T  | C  | T  | C  | T  | C  | T  | C  | C  | T  | C  | T  | T  | C  | T  | C  | T  | C  | T  | C  | T  | C  | T  | C  | T  |
| Risultato | V | N | P | N  | P  | V  | V | V | V | P  | V  | N  | N  | P  | V  | V  | V  | P  | N  | V  | P  | P  | N  | N  | N  | P  | P  | P  | N  | P  | P  | N  | V  | N  | V  | P  |    |    |
| Posizione | 3 | 3 | 9 | 10 | 14 | 10 | 7 | 6 | 4 | 5  | 4  | 5  | 7  | 7  | 6  | 4  | 4  | 4  | 4  | 4  | 5  | 5  | 5  | 5  | 6  | 6  | 8  | 9  | 8  | 9  | 12 | 12 | 9  | 9  | 8  | 9  |    |    |

Legenda:

Luogo: C = Casa; T = Trasferta. Risultato: V = Vittoria; N = Pareggio; P = Sconfitta.

### Statistiche dei giocatori
| Giocatore        | Serie C  | Serie C | Serie C     | Serie C    | Coppa Italia di Serie C | Coppa Italia di Serie C | Coppa Italia di Serie C | Coppa Italia di Serie C | Totale   | Totale | Totale      | Totale     |
| Giocatore        | Presenze | Reti    | Ammonizioni | Espulsioni | Presenze                | Reti                    | Ammonizioni             | Espulsioni              | Presenze | Reti   | Ammonizioni | Espulsioni |
| ---------------- | -------- | ------- | ----------- | ---------- | ----------------------- | ----------------------- | ----------------------- | ----------------------- | -------- | ------ | ----------- | ---------- |
| A. Camigliano    | 9        | 0       | 0           | 0          | 0                       | 0                       | 0                       | 0                       | 9        | 0      | 0           | 0          |
| A. Carosso       | 4        | 0       | 1           | 0          | 1                       | 0                       | 0                       | 0                       | 5        | 0      | 1           | 0          |
| G. Comi          | 8        | 1       | 0           | 0          | 1                       | 0                       | 0                       | 0                       | 9        | 1      | 0           | 0          |
| S. Condello      | 6        | 2       | 0           | 0          | 0                       | 0                       | 0                       | 0                       | 6        | 2      | 0           | 0          |
| M. Seck          | 0        | 0       | 0           | 0          | 1                       | 0                       | 0                       | 0                       | 1        | 0      | 0           | 0          |
| F. Contaldo      | 4        | 0       | 1           | 0          | 1                       | 0                       | 0                       | 0                       | 5        | 0      | 1           | 0          |
| S. Emmanuello    | 8        | 0       | 1           | 0          | 0                       | 0                       | 0                       | 0                       | 8        | 0      | 1           | 0          |
| F. Fiumanò       | 3        | 0       | 1           | 0          | 1                       | 0                       | 0                       | 0                       | 4        | 0      | 1           | 0          |
| M. Forte         | 0        | 0       | 0           | 0          | 0                       | 0                       | 0                       | 0                       | 0        | 0      | 0           | 0          |
| F. Gheza         | 1        | 0       | 0           | 0          | 1                       | 1                       | 0                       | 0                       | 2        | 1      | 0           | 0          |
| H. Haoudi        | 3        | 0       | 2           | 0          | 0                       | 0                       | 0                       | 0                       | 3        | 0      | 2           | 0          |
| R. Iezzi         | 9        | 0       | 2           | 0          | 1                       | 0                       | 0                       | 0                       | 10       | 0      | 2           | 0          |
| I. Iotti         | 9        | 0       | 2           | 0          | 0                       | 0                       | 0                       | 0                       | 9        | 0      | 2           | 0          |
| A. Louati        | 2        | 0       | 0           | 0          | 0                       | 0                       | 0                       | 0                       | 2        | 0      | 0           | 0          |
| M. Maggio        | 8        | 3       | 0           | 1          | 0                       | 0                       | 0                       | 0                       | 8        | 3      | 0           | 1          |
| M. Mustacchio    | 4        | 3       | 1           | 0          | 1                       | 0                       | 0                       | 0                       | 5        | 3      | 1           | 0          |
| A. Nepi          | 9        | 3       | 0           | 0          | 0                       | 0                       | 0                       | 0                       | 9        | 3      | 0           | 0          |
| O. Niang         | 2        | 0       | 0           | 0          | 1                       | 0                       | 0                       | 0                       | 3        | 0      | 0           | 0          |
| G. Parodi        | 7        | 0       | 1           | 0          | 0                       | 0                       | 0                       | 0                       | 7        | 0      | 1           | 0          |
| A. Pesce         | 0        | 0       | 0           | 0          | 1                       | 0                       | 0                       | 0                       | 1        | 0      | 0           | 0          |
| M. Petrella      | 6        | 1       | 0           | 0          | 1                       | 0                       | 0                       | 0                       | 7        | 1      | 0           | 0          |
| M. Rizzo         | 1        | -1      | 0           | 0          | 1                       | -5                      | 0                       | 0                       | 2        | -6     | 0           | 0          |
| F. Rodio         | 9        | 0       | 0           | 0          | 0                       | 0                       | 0                       | 0                       | 9        | 0      | 0           | 0          |
| S. Santoro       | 7        | 0       | 5           | 0          | 0                       | 0                       | 0                       | 0                       | 7        | 0      | 5           | 0          |
| D. Sarzi Puttini | 4        | 0       | 1           | 0          | 0                       | 0                       | 0                       | 0                       | 4        | 0      | 1           | 0          |
| J. Sassi         | 8        | -8      | 0           | 0          | 0                       | 0                       | 0                       | 0                       | 8        | -8     | 0           | 0          |
| A. Spavone       | 5        | 0       | 0           | 1          | 1                       | 0                       | 0                       | 0                       | 6        | 0      | 0           | 1          |
| N. Vaccarezza    | 0        | 0       | 0           | 0          | 0                       | 0                       | 0                       | 0                       | 0        | 0      | 0           | 0          |
| A. Valentini     | 0        | 0       | 0           | 0          | 0                       | 0                       | 0                       | 0                       | 0        | 0      | 0           | 0          |
| M. Rutigliano    | 3        | 0       | 0           | 0          | 1                       | 0                       | 0                       | 0                       | 4        | 0      | 0           | 0          |
| R. Sibilio       | 0        | 0       | 0           | 0          | 1                       | 0                       | 0                       | 0                       | 1        | 0      | 0           | 0          |